# Coupe du Cap-Vert de football
La Coupe du Cap-Vert de football est une compétition annuelle de football disputée entre clubs cap-verdiens. 
Cette compétition est créée en 2007.

## Palmarès
| Saison      | Vainqueur                       | Score                            | Finaliste                        |
| ----------- | ------------------------------- | -------------------------------- | -------------------------------- |
| 1982        | Clube Sportivo Mindelense       | 1-0                              | SC Morabeza                      |
| 1983 à 2006 | Non disputée                    | Non disputée                     | Non disputée                     |
| 2007        | Académica da Praia              | 3-1                              | Académico do Sal                 |
| 2008        | Non disputée                    | Non disputée                     | Non disputée                     |
| 2009        | FC Boavista                     | 1-0                              | Académico do Sal                 |
| 2010        | FC Boavista                     | phase finale sous forme de poule | phase finale sous forme de poule |
| 2011        | Non disputée                    | Non disputée                     | Non disputée                     |
| 2012        | CD Onze Unidos                  | 2-1ap                            | Académico do Porto Novo          |
| 2013 à 2017 | Non disputée                    | Non disputée                     | Non disputée                     |
| 2018        | Sporting Clube da Praia         | 2-1                              | Sport Clube Santa Maria          |
| 2019        | Saint Crucifixo                 | 3-2                              | GD Palmeira                      |
| 2020        | Non disputée                    | Non disputée                     | Non disputée                     |
| 2021        | Non disputée                    | Non disputée                     | Non disputée                     |
| 2022        | Clube Desportivo Travadores     | 5-1                              | ASC Figueirense                  |
| 2023        | Associação Académica do Mindelo | 1-0                              | Barreirense FC                   |
| 2024        | Clube Sportivo Mindelense       | 2-1                              | GD Palmeira                      |

## Bilan par club
| Rang | Club                        | Titres         |
| ---- | --------------------------- | -------------- |
| 1    | FC Boavista                 | 2 (2009, 2010) |
| 1    | Clube Sportivo Mindelense   | 2 (1982, 2024) |
| 2    | Académica da Praia          | 1 (2007)       |
| 2    | CD Onze Unidos              | 1 (2012)       |
| 2    | Sporting Clube da Praia     | 1 (2018)       |
| 2    | Saint Crucifixo             | 1 (2019)       |
| 2    | Clube Desportivo Travadores | 1 (2022)       |